# Église Saint-Auguste de Vendin-le-Vieil
L'église Saint-Auguste est une des deux églises catholiques de Vendin-le-Vieil  dans la banlieue de Lens (Pas-de-Calais) faisant partie des églises du bassin minier du Pas-de-Calais. Elle dépend de la paroisse Saint-François d'Assise de Lens du diocèse d'Arras.

## Histoire
L'église est construite pour desservir les cités ouvrières des fosses n° 8 et n° 8 bis de la Compagnie des mines de Lens et se trouve au sud de la fosse n° 8, près de l'école de filles et de l'école de garçons. La construction commence en 1892, selon le système Danly (c'est à-dire avec un système démontable de charpente et de bardage de tôles métalliques, mis au point par le Belge Joseph Danly dans les années 1880), et l'église est inaugurée le 24  mai 1894. Elle est consacrée à saint Auguste, saint patron d'Auguste Descamps. La fosse est détruite pendant la Guerre de 1914-1918 et reconstruite immédiatement après. L'église quant à elle est gravement endommagée par un obus en février 1916. Elle est reconstruite presque à l'identique, mais cette fois-ci en briques, de 1921 à 1925.
Une association culturelle défend et anime le patrimoine de Saint-Auguste.

## Description

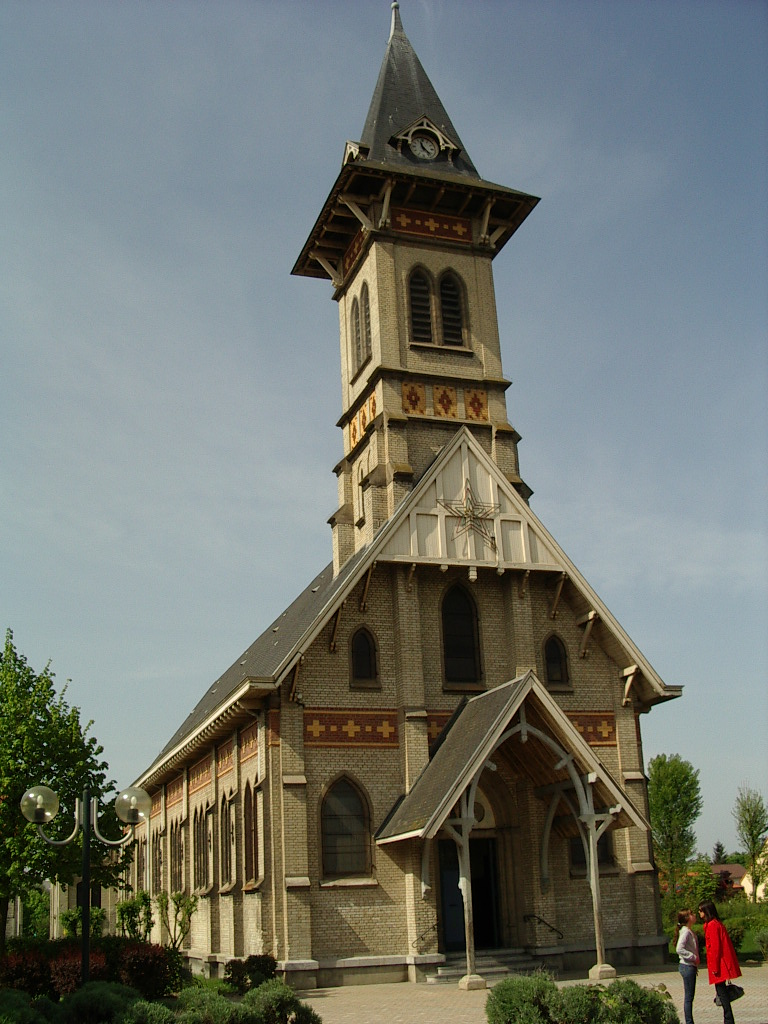
Clocher et porche de l'église

L'église est d'inspiration néogothique avec un fort aspect d'architecture régionaliste. Elle est coiffée d'un clocher à larges bords au-dessus du portail et son porche est surmonté d'un auvent d'ardoises, typique de l'Artois. Sa nef est sans transept.
Les vitraux en ogive représentent différents saints. On remarque au-dessus du maître-autel à retable de bois une icône de Notre-Dame de Czestochowa, une statuette de la Vierge et une statuette de saint Joseph.